# Skogsfamiljerna

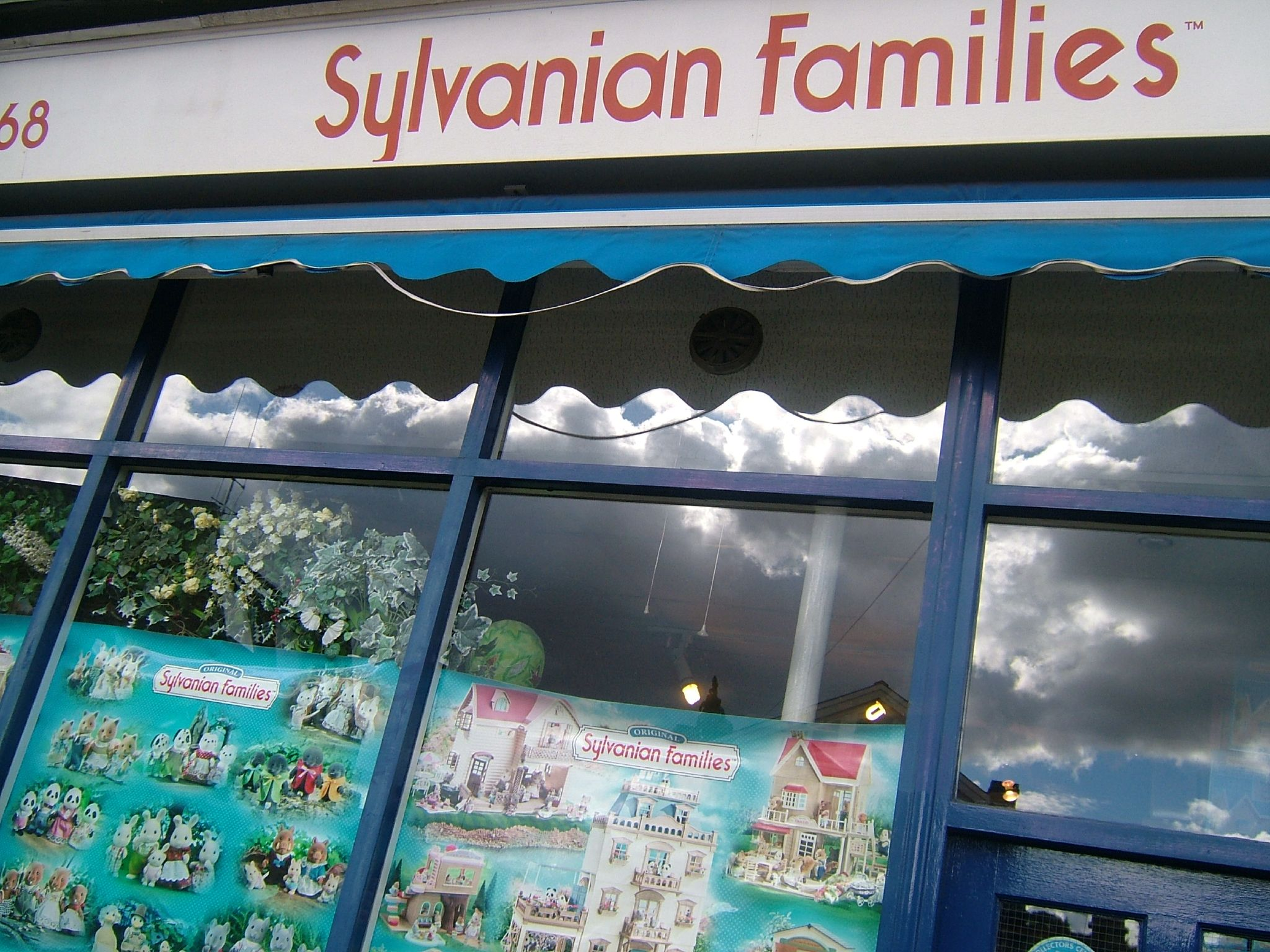
Ett skyltfönster med Skogsfamiljerna på en affär i London.

Skogsfamiljerna (japanska: シルバニアファミリー, Shirubania famirii?, engelska: Sylvanian Families) är en serie TV-spel och antropomorfa och samlingsbara leksaksfigurer, skapade av det japanska företaget Epoch 1985. De såldes världen över hos flera olika företag. Figurerna, som är grupperade i familjer, är skogsvarelser såsom bävrar, igelkottar, möss och björnar. 

## 1987 års TV-serie
Skogsfamiljerna lanserades även som en tecknad TV-serie 1987 och skapades i samarbete mellan Frankrike och Japan.

### Figurer

#### Skogsfamiljerna
- Familjen Evergreen - En familj grå björnar vars fader är läkare. De inkluderar Forrest, Honeysuckle, Ernest, Primrose, Preston, Ashley, Dusty och Poppy
- Familjen Babblebrook - En familj grå kaniner som sköter om en butik. De inkluderar Rocky, Crystal, Cliff, Pearl, Bubba, Breezy, Sandy och Coral
- Familjen Thistlethorn - En familj möss som är utgivare av den lokala tidningen. De inkluderar Chester, Willow, Lester, Prissy, Barry och Heather
- Familjen Chestnut - En familj tvättbjörnar som jobbar som brevbärare. De inkluderar Durwood, Pansy, Grover, Myrtle, Hoss och Charity
- Familjen Wildwood - En familj bruna kaniner som odlar morötter. De inkluderar Herb, Ginger, Smokey, Flora, Rusty, Hollie, Barkley och Juniper
- Familjen Slydale - En familj rävar som ofta ställer till besvär och jobbar ibland för Fladde. De inkluderar Slick, Velvette, Buster, Scarlett, Skitter och Lindy
- Familjen Timbertop - En familj brunbjörnar som gör i ordning honung. De inkluderar Taylor, Rose, Gruff, Fern, Bud, Daisy, Burl och Blossom
- Familjen Waters - En familj bävrar som sköter om dammen. De inkluderar Wade, Nancy, Roger, Misty, Bucky och Bubbles

#### Skurkar
- Fladde (Packbat) - TV-seriens elaka typ som bor i träsket. Han kommer ständigt på nya planer för att ta över önskeskogen och göra sig av med skogsfamiljerna. Han liknar en blandning mellan en fladdermus och en råtta.
- Krockesmocke (Gatorpossum) - Fladdes oerhört starka, men mindre klipska medhjälpare. Till skillnad från Fladde, som ser skogsfamiljerna som fiender, ser Krockesmocke dem mer som en munsbit. Han liknar en blandning mellan en alligator och ett klätterpungdjur

#### Människor
- Skogvaktaren - Önskeskogens snälla skogvaktare som välkomnar alla besökare och hjälper skogsfamiljerna med deras besvär.

#### Barn
- Grace - En flicka som önskar att hon inte var så klumpig. Från avsnittet Grace Under Pressure.
- Bridget - En flicka som önskar att hon bara kunde äta godis och kakor. Från avsnittet Cooking Up Trouble.
- Donny - En pojke som önskar att han var lika stark som sin storebror. Från avsnittet Dam Busters.
- Jonathan - En pojke som önskar att han aldrig behövde gå till skolan igen. Från avsnittet School Daze.
- Katie - En flicka som önskar att hon var lyckligare. Från avsnittet Double Trouble.
- Joey - En pojke som önskar att han inte var så lättlurad. Från avsnittet Outfoxing the Foxes.
- Jack - En pojke som önskar att han fick bestämma mer själv. Från avsnittet Know It All.
- Lisa - En flicka som önskar att hon var vacker. Från avsnittet Beauty and The Beast.
- Charlie - En pojke som önskar att han blev en bra detektiv. Från avsnittet The Bear Facts.
- Maria - En flicka som önskar att hon inte var så mörkrädd. Från avsnittet Fraidy Cats.
- Jessica - En flicka som önskar att hon fick mer uppmärksamhet av sin far. Från avsnittet Daddy's Little Girl.
- Penny - En flicka som önskar att hon kunde ge sin familj bättre ekonomi. Från avsnittet Fool's Gold.
- Chrissy - En flicka som önskar att hon själv var med i en spännande saga. Från avsnittet The Wheel Thing.
- Robby - Från avsnittet Muddy Waters.
- Sara - Från avsnittet There's No Place Like Home.
- Sid - En pojke som får en läxa för att han tycker om att mobbas. Från avsnittet Tough Enough.
- Jamie - En pojke som önskar att hans farföräldrar var coola. Från avsnittet Hip to Be Bear.
- Tracy - En flicka som önskar att hennes familj inte alltid grälade. Från avsnittet Feud for Thought.
- Diane (Di) - En flicka som önskar att hennes pappa hade ett bättre yrke än skrothandlare. Från avsnittet Stand by Your Dad.
- Jerry & Susan - Från avsnittet My Brother's Keeper.
- Amelia - Från avsnittet Really Amelia.
- Mikey - Från avsnittet Boy's Intuition.
- Lori - En flicka som önskar att hennes mor inte ska gifta om sig. Från avsnittet Here Come the Brides.
- Evan - En pojke som önskar att hans far inte ska gifta om sig. Från avsnittet Hoppily Ever After.
- Andy - Från avsnittet Founders Keepers.
- Debra - Från avsnittet Little Ms. Woodkeeper

### Avsnitt
- Grace Under Pressure / Cooking Up Trouble
- Dam Busters / School Daze
- Double Trouble / Outfoxing the Foxes
- Know It All / Beauty and The Beast
- The Bear Facts / Fraidy Cats
- Daddy's Little Girl / Fool's Gold
- The Wheel Thing / Muddy Waters
- There's No Place Like Home / Tough Enough
- Hip to Be Bear / Feud for Thought
- Stand by Your Dad / My Brother's Keeper
- Really Amelia / Boy's Intuition
- Here Come the Brides / Hoppily Ever After
- Founders Keepers / Little Ms. Woodkeeper

### Svenska röster i urval
Följande dubbning är den som har använts på VHS, producerad av Mediahuset.
- Fladde - Peter Wanngren
- Krockesmocke - Ulf Källvik
- Skogvaktaren - Ingemar Carlehed

- Övriga röster - Sara Andersen, Robert Andersson, Ingemar Carlehed, Lisa Carlehed, Monica Forsberg, Johanna Ljungberg, Anna Nylén, Ulf Källvik, Christel Körner, Peter Wanngren m.fl.

## 1988 års TV-serie
En ny TV-serie om Skogsfamiljerna, i form av stop motion, började visas 1988. Bernard Cribbins medverkade då som berättare.

### Figurer
Dessa figurer medverkar i 1988 års TV-serie, men inte i TV-serien från 1987.
- Familjen Treefellows - Aristotle, Arabella, Winky, Blinky och Grumpy
- Familjen McBurrows - Digger, Heidi, Muddy, Molly, Monty och Mo
- Familjen Oakwoods - Ollie, Betsy, Barnaby, Bluebell, Abbie och Acorn

### Avsnitt
- The Lucky Mascot
- Lucky Clover
- Fun at the Fair
- The Camping Holiday